# سیارک ۱۰۴۰۵
سیارک ۱۰۴۰۵ (به انگلیسی: 10405 Yoshiaki، نامگذاری:1997WT23) ده هزار و چهارصد و پنجمین سیارک کشف شده‌است که در ۱۹ نوامبر ۱۹۹۷ کشف شد.
قدر مطلق سیارک برابر ۱۴٫۶۰ است.